# سيو القبعة البيضاء
في مصطلحات تحسين محركات البحث (SEO) ، يشير مصطلح القبعة البيضاء (بالإنجليزية: White hat SEO)‏ وايضا يطلق عليه وايت هات سيو إلى استخدام استراتيجيات التحسين والتقنيات والتكتيكات التي تركز على تهيئة الموقع لمحركات البحث وتتبع قواعد وسياسات محرك البحث تمامًا.
على سبيل المثال ، يعتبر موقع الويب المُحسّن لمحركات البحث، مع التركيز على الملاءمة هو الأمثل باستخدام ممارسات القبعة البيضاء. بعض الأمثلة على تقنيات القبعة البيضاء تشمل استخدام الكلمات المفتاحية وتحليل الكلمات الرئيسية ، والروابط الخلفية ، وبناء الروابط لتحسين شعبية الموقع ، وكتابة محتوى للقراء ذات جودة عالية.

## تعريف القبعة البيضاء
وايت هات سيو أو القبعة البيضاء هي مجموعة من أساليب تحسين محرك البحث المعتمدة المصممة لزيادة موقع الويب على صفحة نتائج محرك البحث (SERP).
يشار إلى نتائج محرك البحث التي تظهر نتيجة للطرق المعتمدة، بدلاً من الخداع أو ما يطلق عليه القبعة السوداء، على أنها نتائج بحث طبيعية. نظرًا لأن الإعلانات المدفوعة والروابط الدعائية يتم وضعها بشكل بارز على صفحات نتائج البحث، فإن جزء من نتائج البحث المرئية المخصصة للنتائج العضوية محدود، لذلك يكون الموضع العلوي مرغوبًا جدًا.
تكتيكات تحسين موضع موقع الويب في نتائج البحث تشمل:
- التأكد من أن العنوان وعنوان URL يشتملان على كلمات رئيسية مهمة.
- إضافة كلمات مفتاحية ذات صلة كافية للنص على الصفحة - ولكن ليس إضافة كلمات مفتاحية.
- إضافة الروابط والأزرار التي ستجذب القارئ بشكل أعمق إلى الموقع.
- يضم روابط لحسابات وسائل التواصل الاجتماعي والتفاعل مع المستخدمين في تلك الحسابات.
- نشر محتوى الفيديو.

يتناقض السيو عن القبعة البيضاء مع القبعة السوداء ، والتي تنطوي على طرق استغلال أو خادعة لمحاولة تحسين ترتيب الموقع في نتائج البحث.